# Helmar Frank
Helmar Frank (19 février 1933 - 15 décembre 2013) est un espérantiste allemand.

## Biographie
Helmar Frank nait le 19 février 1933 à Waiblingen.